# Армяно-греческие отношения
Армяно-греческие отношения являются двусторонними отношениями между Арменией и Грецией. Из-за сильных политических, исторических, культурных и религиозных связей между двумя народами, Армения и Греция сегодня имеют тесные дипломатические отношения. Они всегда были сильны как морально, так и исторически, благодаря религиозным и культурным корням и сосуществованию во времена Византии и Османской империи.  
Все четыре президента Армении посетили с официальным визитом Грецию, и между двумя странами существуют контакты на высоком уровне. Греция официально признала Геноцид армян в 1996 году, а Армения официально признала Геноцид греков в 2015 году.

## Названия
В греческом языке, Армения называется Αρμενία (Armenia), а армяне называются Αρμένιοι (Armenii) и армянский язык называется αρμένικα (Armenica). На армянском языке Греция называется Հունաստան (Hunastan), греки называются հույներ (Huyner), а греческий язык называется Հունարեն (Hunaren).

## История

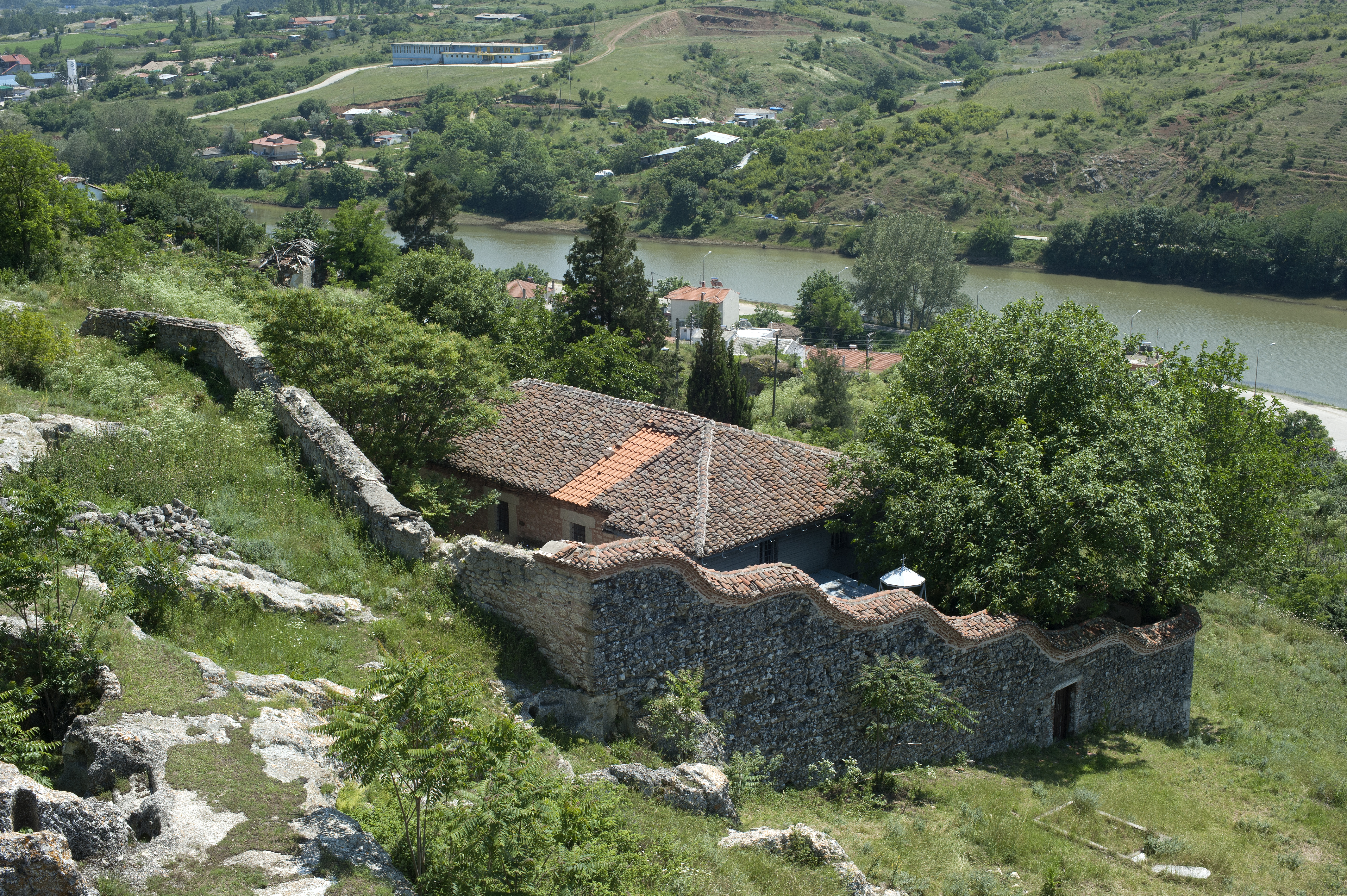
Армянская церковь Святого Георгия (Сурб Геворк) Замок Дидимотихо, Эврос.

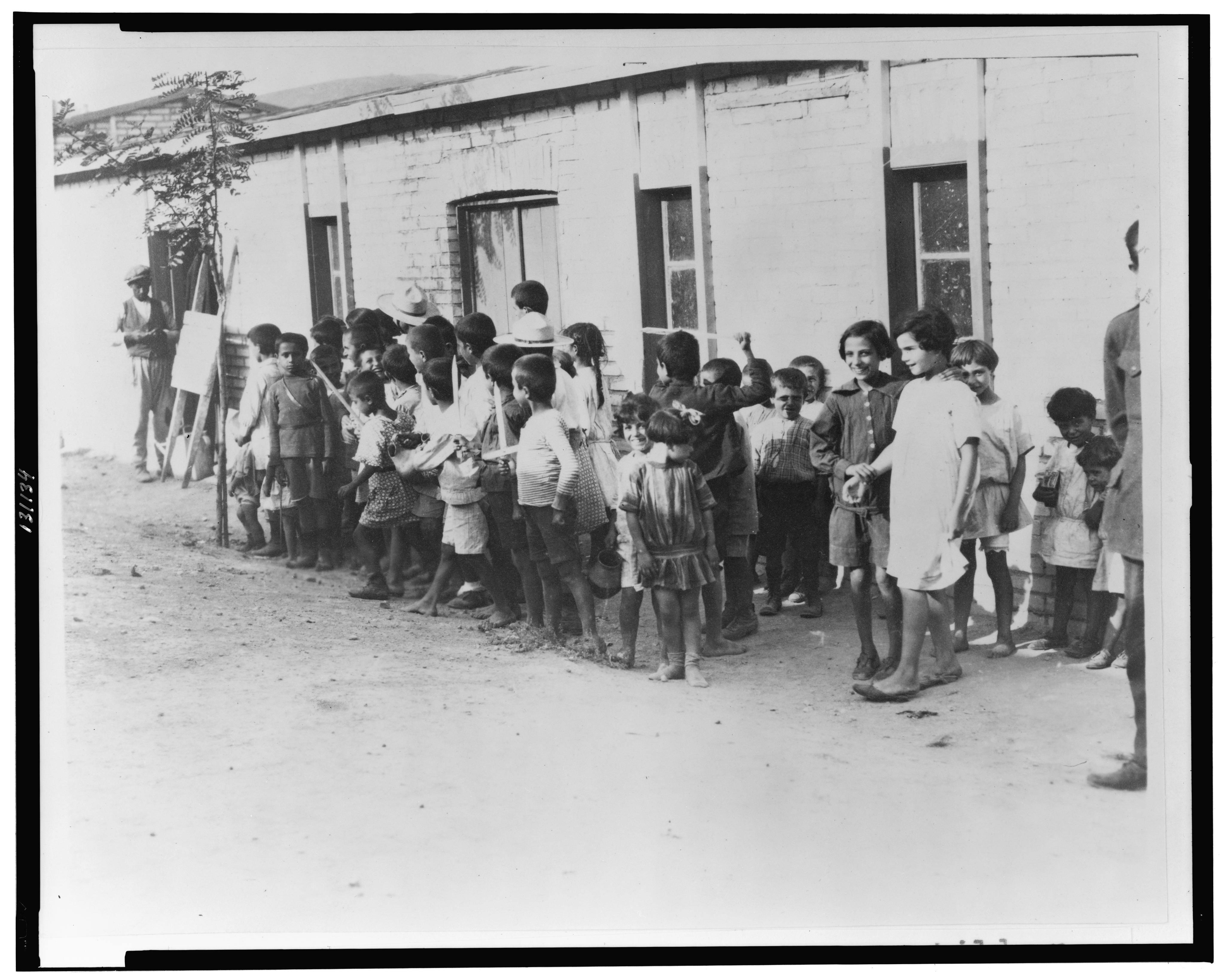
Дети греческих и армянских беженцев у казарм возле Афин в 1923 году после их изгнания из Турции.

Будучи древними цивилизациями, армяне и греки сосуществовали веками. Существуют древние заметки греческих историков, указывающие на корни армян. Самая ранняя ссылка на Армению была сделана греческим историком Гекатеем Милетским в 525 году до нашей эры. Согласно гипотезе, предложенной лингвистами в XX веке, армянский и греческий языки имеют общего предка. Это привело к гипотезе о греко-армянском языке, происходящего от праиндоевропейского языка. Геродот предполагал, что армяне являются потомками фригийцев. Платон рано заметил сходство между греческим и фригийским языками. Кроме того, Страбон писал, что прародиной армян или их правящего класса до их миграции в Малую Азию была долина в Фессалии, в честь которой они названы. Цепочка древних событий показывает тесную связь между двумя народами. После исчезновения империи Селевкидов — эллинистического греческого преемника империи Александра Великого, эллинистическое армянское государство Великая Армения было основано в 190 г. до н. э. Хотя ранее существовали Айраратское царство (IV-III вв. до н.э.) и Софена, которые тоже испытывали большое влияние эллинизма.

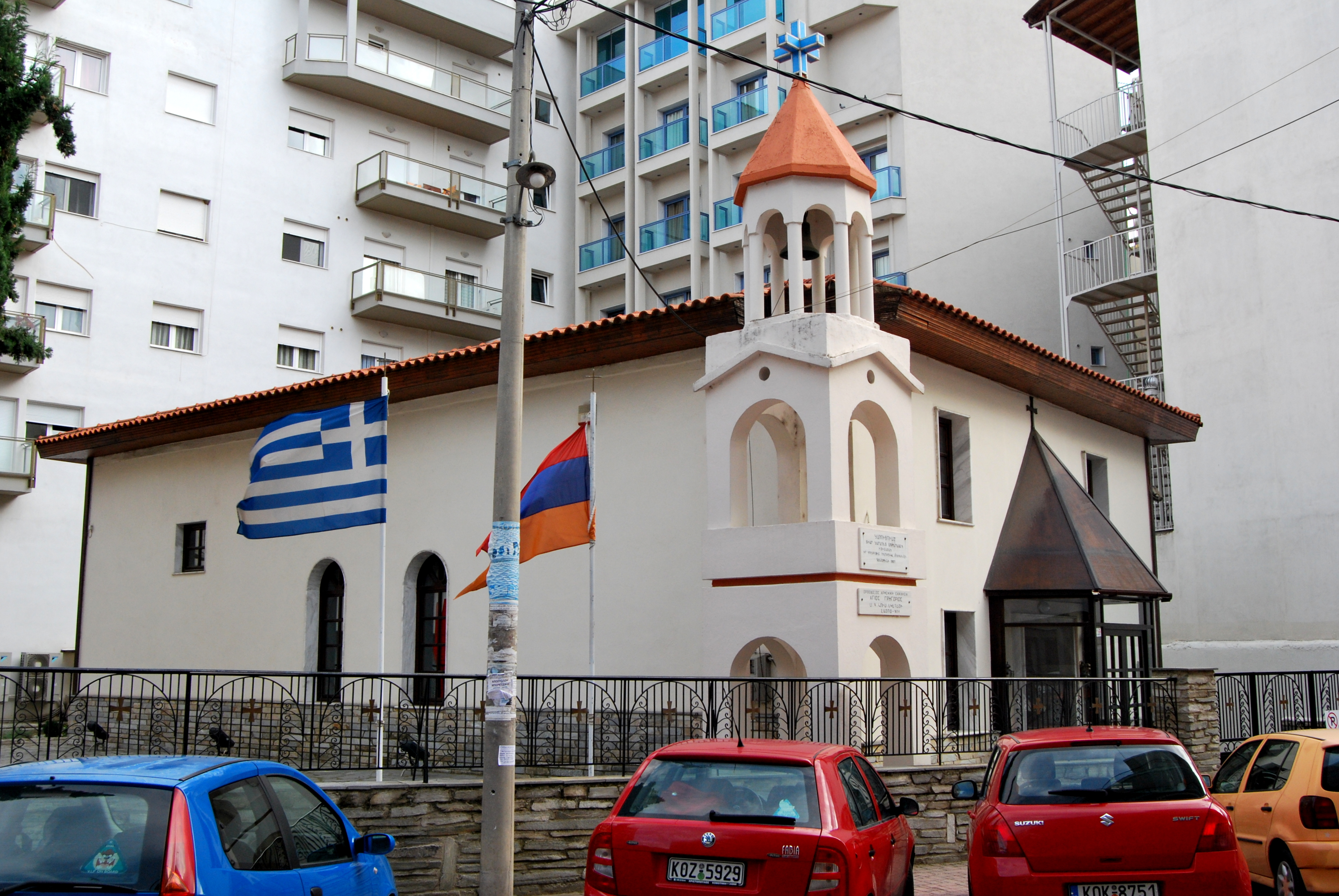
Армянская церковь Святого Григория Просветителя (Сурб Григор Лусаворич), построена в 1834 году в Комотини.

Армянский алфавит, созданный в 405 году, который был написан слева направо, а не справа налево, как другие языки Средиземноморья и Ближнего Востока, имеет определённое греческое влияние.
Армяне составляли неотъемлемую часть Византийской Империи в её первые века, империя имела многих Императоров, которые были армянами или имели армянскую кровь. Правление Македонской династии часто считают эпохой, в которой Византийская империя достигла своего наивысшего расцвета. Династия была названа в честь её основателя, Василия I. Основатель династии и многие последующие императоры были армянского происхождения, поэтому династия также упоминается некоторыми авторами как «армянская династия». Однако из-за различий, существовавших между греческим православным и армянским апостольским христианством, византийские императоры часто пытались завоевать Армянское царство династии Багратуни и навязать греческое православие. Они достигли этого в 1045 году после многих попыток. Это ослабило как византийцев, так и армян, и, как следствие, они не смогли удержать турок от завоевания Армении и от завоевания остальной части Анатолии.
Несмотря на это, эти две нации также сосуществовали при Сельджуках и позже при Османской империи, в которой подверглись геноциду в 1915 году.

## Отношения сегодня

### Политические отношения

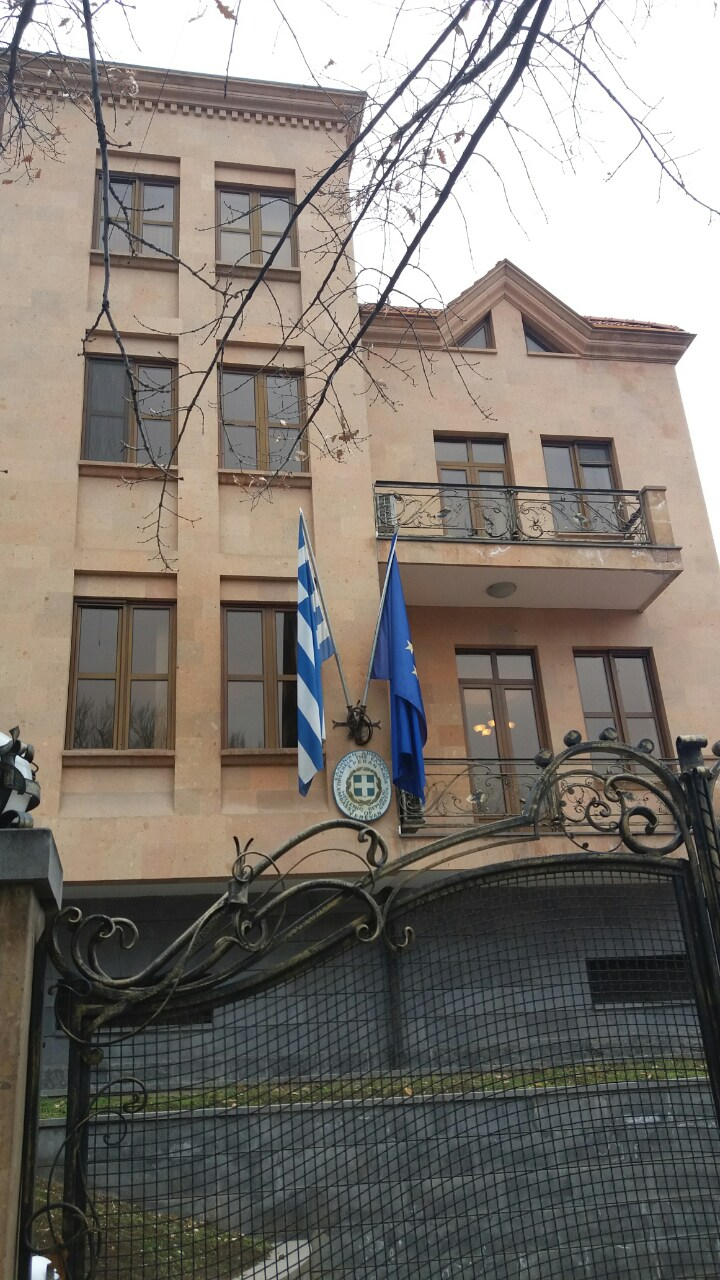
Посольство Греции в Ереване

Греция была одной из первых стран, признавших независимость Армении 21 сентября 1991 года. Обе страны имеют посольство в своих столицах. Кроме того, Греция является одной из стран, которая официально признала Геноцид армян, и является одной из немногих стран, которая криминализировала отрицание Геноцида.
После провозглашения независимости Армении, эти две страны были партнёрами в рамках международных организаций (Организация Объединенных Наций, Организация по безопасности и сотрудничеству в Европе, Совет Европы), также  Греция твёрдо поддерживает общественные программы, направленные на дальнейшее развитие отношений между Евросоюзом и Арменией.
Постоянные визиты на высшем уровне показали, что обе страны хотят и дальше повышать уровень дружбы и сотрудничества. Президент Армении Левон Тер-Петросян посетил Грецию в 1996 году, президент Греции Константинос Стефанопулос посетил Армению в 1999 году, президент Армении Роберт Кочарян посетил Грецию в 2000 и 2005 годах. Кроме того, президент Армении Серж Саргсян посетил Грецию в 2011 году, а в 2014 году Армения принимала президента Греции Каролоса Папульяса в Ереване.

### Военное сотрудничество
Греция после России, является одним из основных военных партнёров Армении. Армянские офицеры проходят обучение в греческих военных академиях, а Греция оказывает различную техническую помощь. С 2003 года армянский миротворческий контингент дислоцируется в Косово в составе греческого батальона СДК. В 2011 году военный атташе Армении в Греции и на Кипре полковник Самвел Рамазян заявил, что армяно-греческое военное сотрудничество продолжает неуклонно развиваться.

### Договоры
Обе страны подписали двусторонние договоры, которые включают в себя:
- Соглашение об экономическом, промышленном и технологическом сотрудничестве (действует с 1 декабря 1994 года)
- Соглашение о поощрении и взаимной защите инвестиций (действует с 28 апреля 1995 года)[9]
- Соглашение о сотрудничестве в военной сфере (действуют с июня 1996 года)
- Соглашение об избежании двойного налогообложения доходов (действует с 13 мая 1999 года)

### Диаспоры

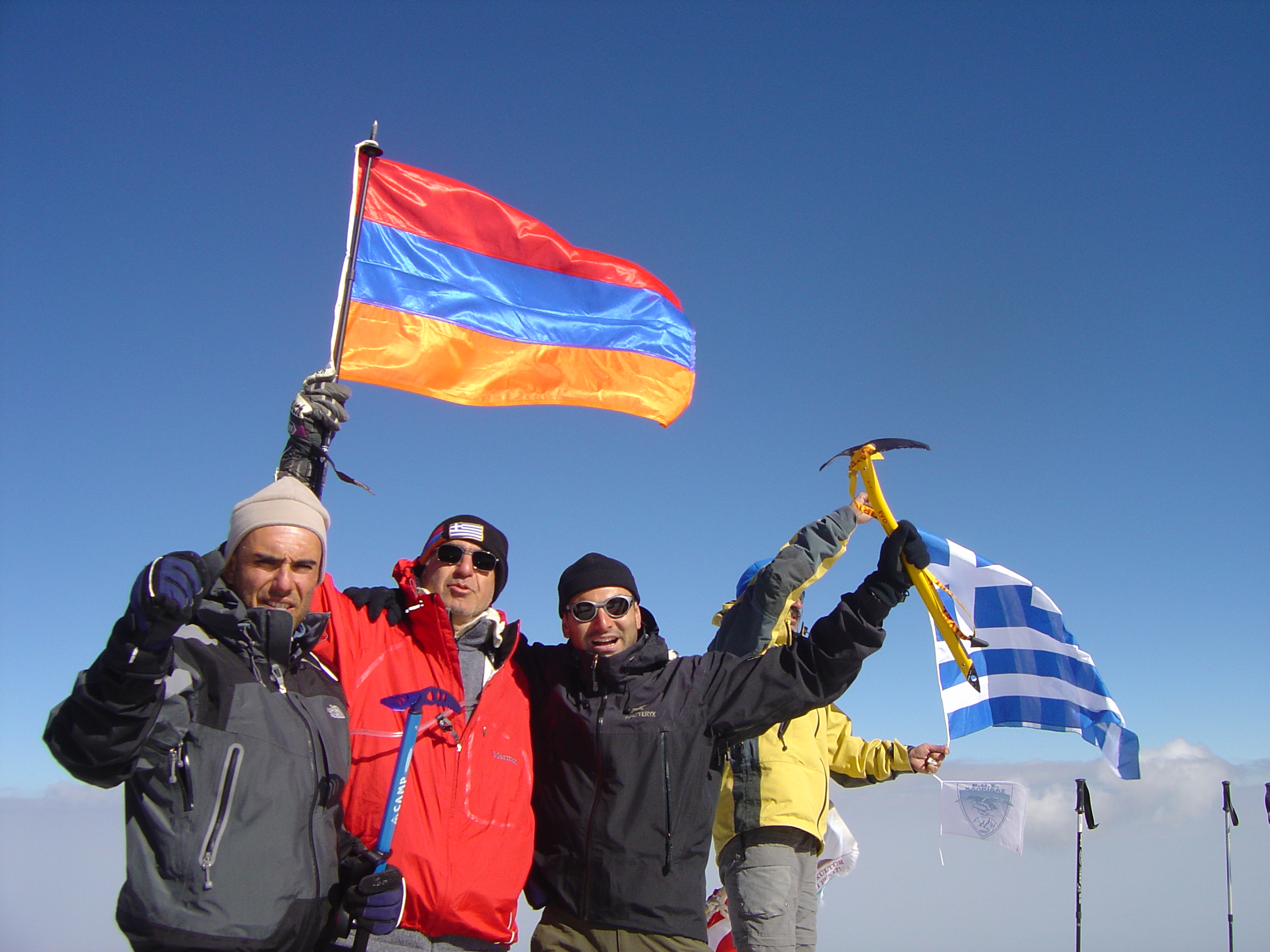
Греческие и армянские альпинисты на вершине горы Арарат

Оценки размера греческой общины в Армении варьируются от 1800 до 5000. Сокращение числа греков в Армении в последние годы, в основном, связано с массовой миграцией в Грецию из бывшего Советского Союза. Ситуация ещё более усугубилась в результате землетрясения в Ленинакане, которое произошло в декабре 1988 года на северо-западе Армении, где раньше проживало большинство греков. Самые большие греческие общины сегодня находятся в Ереване и Алаверди, за ними следуют Ванадзор, Гюмри, Степанаван и Ноемберян. Бывший депутат и заместитель спикера Национального Собрания Армении Эдуард Шармазанов является по происхождению греком.
Армянская община в Греции значительно больше и насчитывает около 50 000 человек. Раньше число было ещё выше, но миграция в Северную Америку и Армению привела к сокращению. Самые большие армянские общины находятся в Афинах и Салониках.